# Цезарий от Хайстербах
Цезарий от Хайстербах (на немски: Caesarius von Heisterbach; * ок. 1180 в или близо до Кьолн; † сл. 1240 в Хайстербах) е от 1199 г. образован монах, приор в Цистерцианското абатство Хайстербах при Кьонигсвинтер и хронист.
Той е прочут Кьолнски хронист, автор на произведението Dialogus magnus visionum ac miraculorum („Диалог за чудесата“), писано между 1219 и 1223 г. Пише биографията на Енгелберт I фон Кьолн, убитият архиепископ на Кьолн, Vita, passio et miracula beati Engelberti Coloniensis Archiepiscopi и Vita s. Elisabeth (1236 – 1237) за Света Елизабет фон Тюрингия. Пише множество проповеди.

## Произведения
- Dialogus miraculorum, Köln : Ulrich Zell, ок. 1473
- Fasciculus moralitatis venerabilis Caesarii Heisterbacensis: Homilias de infantia servatoris Jesu Christi complectens / per ... Johann Andreas Coppenstein (Joannem Andream Coppenstein) ... nunc primum ex ... M. S. Cod. ad typos elaborata, Additis ad marginem lemmatis & citationibus adnotatis. – Coloniae Agr : Henning, 1615. Digital, Universitäts– und Landesbibliothek Düsseldorf
- Die Wundergeschichten des Caesarius von Heisterbach. – Bonn: Hanstein, 1933. Digital, 1, 3